# 金田潮兒
金田 潮兒（かねた ちょうじ、1948年 - ）は、日本の現代音楽作曲家。元東京学芸大学教授。日本現代音楽協会、日本作曲家協議会に所属。金田成就、金田雄志は実兄にあたり、ともに作曲家で大学教授。
北海道紋別郡生まれ。作曲家で高校の音楽教師をしていた父親からピアノや作曲の手ほどきを受ける。東京芸術大学音楽学部附属音楽高等学校作曲科を経て、東京芸術大学卒業、同大学院修了。作曲を池内友次郎、矢代秋雄に師事。1969年、日本音楽コンクール作曲部門入選。「深新会」や「現代の音楽展（日本現代音楽協会）」、「オーケストラ・プロジェクト」等で意欲的に作品を発表する一方、自らが中心となって創作発表の場や作曲グループを組織。
作曲家の同志による「SIX COMPOSERS」、「場」、「麒麟」、「I am a COMPOSER」、「燦」、演奏家らと協同する「KAZE（風）」、「新作歌曲の会」などその数は多く、出身や門閥、世代といった枠組や音楽的志向性を超越した自由で緩やかな連合体としての創作活動空間を提供し続けている。
作品は『AMBIVALENCEIV - 独奏ファゴットの為の』、『天啓I - オーケストラの為の』、『回想III - 吹奏楽の為の』、『風蝕II - 独奏尺八の為の』、『風化II - 独奏琵琶の為の』など室内楽から管弦楽、吹奏楽、声楽、邦楽器までの多岐にわたり、その多くが録音・楽譜出版されている。また、バイエルン放送局で放送初演された『ADORATIONII - 2つのヴァイオリンの為の』をはじめ、海外で上演される機会も多い。